# Saxifraga pentadactylis
Saxifraga pentadactylis es una especie de planta  perteneciente a la familia Saxifragaceae.

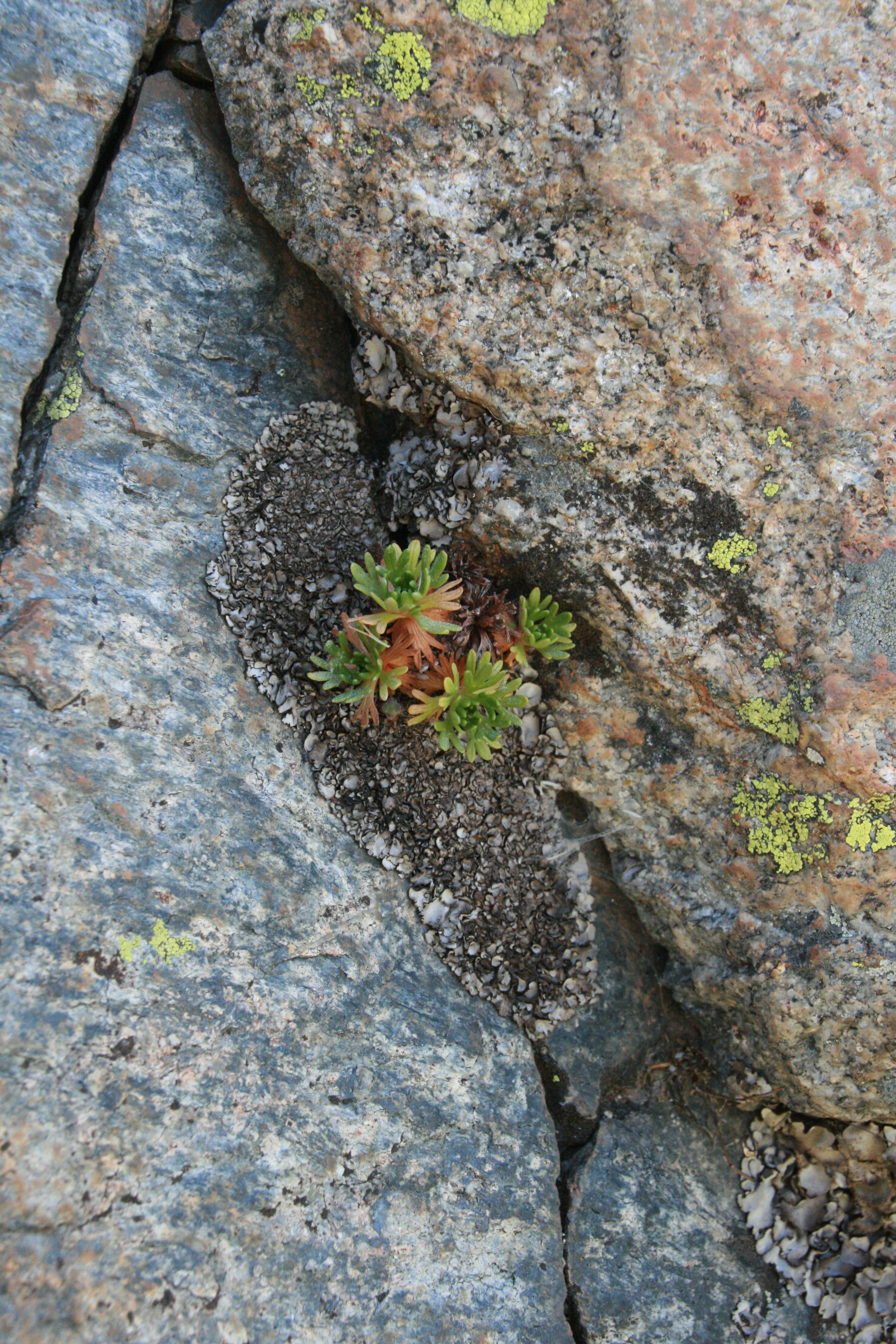
En su hábitat

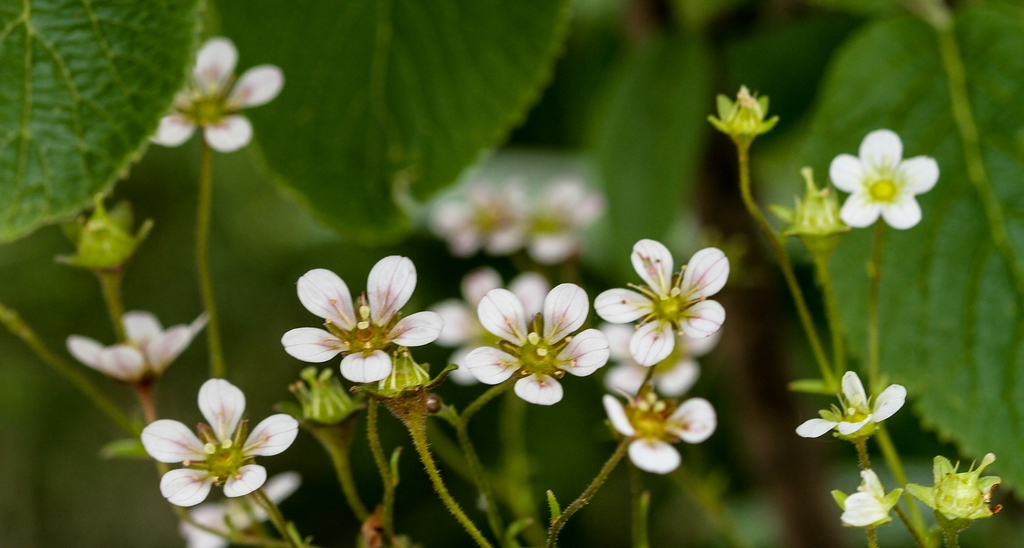
Flores

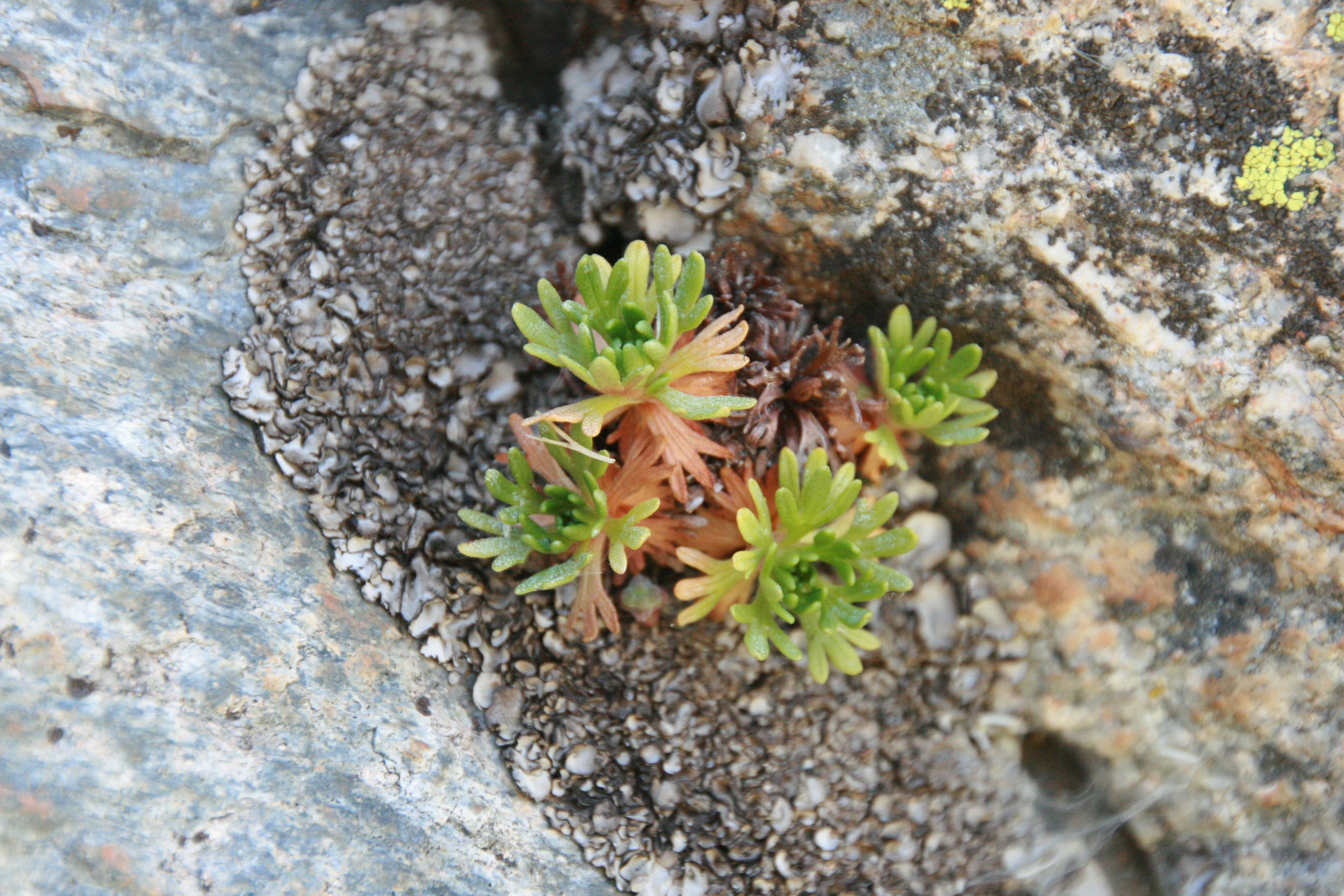
Vista de la planta

## Descripción
Es una planta perenne, densamente pulvinular, glabra, viscosa, con numerosas glándulas inmersas que le confieren olor balsámico en verano. Tallos floríferos de hasta 17 cm, terminales, erectos. Hojas basales (7)15-25(45) x (4)6-12(20) mm, ± coriáceas; lámina de contorno generalmente cuneado-flabelado –en ocasiones flabelado–, con 3-7(9) lóbulos o partes –el central (2)4-8(13) x (0,2)0,3- 1(1,5) mm, generalmente indiviso–, linear-elípticos o linear-espatulados, con un surco fino sobre el nervio central, obtusos, divergentes; pecíolo generalmente diferenciado, de longitud 1-2 veces mayor que la de la lámina, de c. 1-2 mm de anchura en la parte media, con un surco fino sobre el nervio central; hojas de los tallos floríferos (0)1-2(3), enteras o divididas en 3-5 lóbulos o partes. Inflorescencia en panícula ovoidea, corimbiforme o antelada, con (3)6-15(25) flores; brácteas con 1-5 lóbulos o partes; pie de la inflorescencia de longitud menor o 1-4 veces mayor que la de ésta. Sépalos 1-3 mm, de linear-elípticos a linearovados, obtusos. Pétalos (2)3-5(7) x 1-3 mm, de linear-elípticos a obovados, blancos o de un amarillo pálido, verdoso. Ovario casi ínfero. Fruto globoso –en ocasiones ovoideo–. Semillas 0,4-0,9 x 0,2-0,5 mm, con micropapilas.

## Distribución y hábitat
Se encuentra en pedregales y fisuras de roquedos silíceos; a una altitud de (1000)1500-3100 metros en los Sistemas del los Pirineos y Cantábrico, Ibérico y Central. 

## Taxonomía
Saxifraga pentadactylis fue descrita por Philippe-Isidore Picot de Lapeyrouse y publicado en Fig. Fl. Pyrénées: 64, tab. 50 (1801)
Etimología
Saxifraga: nombre genérico que viene del latín saxum, ("piedra") y frangere, ("romper, quebrar"). Estas plantas se llaman así por su capacidad, según los antiguos, de romper las piedras con sus fuertes raíces. Así lo afirmaba Plinio, por ejemplo.
pentadactylis: epíteto latino que significa "con cinco dedos".
Variedades aceptadas
- Saxifraga pentadactylis subsp. almanzorii P.Vargas
- Saxifraga pentadactylis subsp. willkommiana (Boiss. ex Leresche & Levier) Rivas Mart.

Sinonimia
- Saxifraga groenlandica subsp. pentadactylis (Lapeyr.) Bonnier & Layens

subsp. almanzorii P.Vargas
- Saxifraga orogredensis Rivas Mart., Fuente & Sánchez Mata
- Saxifraga willkommiana subsp. almanzorii (P.Vargas) Rivas-Mart. ex Amich, J.A.Sánchez Rodr. & Fern.Diez

subsp. willkommiana (Boiss. ex Leresche & Levier) Rivas Mart.
- Saxifraga caballeroi Cámara & Sennen
- Saxifraga willkommiana Boiss. ex Leresche & Levier
- Saxifraga willkommiana subsp. caballeroi (Cámara & Sennen) Fuente[4]

Híbridos
- Saxifraga x alejandrae
- Saxifraga x celtiberica
- Saxifraga x davidis-webbii
- Saxifraga x lecomtei
- Saxifraga x martyi
- Saxifraga x miscellanea
- Saxifraga x verguinii[5]